# Red Light District Video
Red Light District Video (RLD) — американская порностудия. Находится в Чатсуорте, Калифорния.

## История
Студия была основана в 2001 году ветераном индустрии Дионом Джарруссо вместе со сводным братом Дэвидом Джозефом, ставшим совладельцем компании. Джарруссо ранее работал генеральным директором Elegant Angel, а Джозеф был новичком в отрасли. Джарруссо создал бренд Red Light, используя свои связи в индустрии и запустив агрессивную маркетинговую кампанию. Кинопроизводством руководил исполнитель и режиссёр Винс Войер, ранее бывший эксклюзивным режиссёром в Anabolic Video. План состоял в том, чтобы продюсеры/режиссёры владели своими собственными фильмами и делились прибылью, аналогично как в Evil Angel. Среди других первых режиссёров были Майкл Стефано, Джон Стронг и Марк Вуд. Компания стремилась выпускать хардкорную гонзо-порнографию с более высокого качества, чем большая часть гонзо того времени, и снимала в роскошных особняках, а не в гостиничных номерах. Первым фильмом студии стал 110% Natural, выпущенный 1 ноября 2001 года. Первоначально Red Light выпускала по одному фильму в неделю, а в первый год выпустила более 50 фильмов.
В 2003 году Майкл Стефано и Джуэл Де’Найл (которые позже поженились) запустили Platinum X Pictures, финансируемый Джарруссо и Red Light. В Platinum X участвовали режиссёры Мануэль Феррара, Брэндон Айрон и Стив Холмс, и они создавали контент, очень похожий на Red Light. Примерно в то же время Red Light начал дистрибуцию фильмов Amateur District и Candy Shop, студии, возглавляемой Стефано и специализирующейся на межрасовом контенте. Де’Найл ушла из Platinum X в июне 2006 года.
В конечном итоге в 2004 году Вуайер и Джарруссо привели многих коллег Винса из Anabolic. Эрик Эверхард, Лексингтон Стил и Майк Джон присоединились к RLD, где они могли создать собственные производственные компании, дистрибуция которых производилась бы через инфраструктуру RLD. Пребывание Стила было кратким, так как он ушёл после нескольких релизов в Red Light, чтобы открыть собственную студию, Mercenary Pictures.
В 2004 году Джарруссо покинул компанию. Джозеф выкупил его долю и взял на себя управление, постепенно переходя от бизнес-модели, основанной на собственности продюсеров/режиссёров, к модели, где он владел всё большим количеством фильмов и, соответственно, мог получать прибыль. Он, по сути, объединил RLD и PXP, «продвигая» Стефано и Феррару в RLD.
После переговоров с Риком Саломоном Джозеф смог получить права на массовый хит 2004 года «Одна ночь в Пэрис» с Пэрис Хилтон в главной роли. Первоначально Саломон распространял видео самостоятельно, после судебного разбирательства с семьей Хилтон и он и Red Light согласились заплатить Хилтон $400,000 плюс процент от продаж видеозаписи. Однако в интервью журналу GQ в 2006 году Хилтон заявила: «Я не получала ни цента от (видео). Просто это грязные деньги, и (Саломон) должен отдать всё это на благотворительность жертвам сексуального насилия или куда-то ещё». Фильм стал лидером по продажам и прокату среди порнофильмов 2005 года, и Джозеф утверждает, что это один из самых продаваемых порнофильмов всех времён. Успех «Одной ночи в Пэрис» и внимание СМИ, которое он вызвал, стали колоссальным пиаром для компании. Затем последовали другие секс-видео знаменитостей; в том же году Red Light выпустила 1 Night in China с Шоном Уолтманом и борцом WWE Джоан Лорер, а также распространяла Screeched с Дастином Даймондом, Amy Fisher Caught On Tape и Joey Buttafuoco Caught on Tape.
В начале 2006 года несколько режиссёров RLD решили, что не получают справедливой оплаты, и объявили об уходе. Эрик Эверхард и Феррара присоединились к Evil Angel. Эверхард подал в суд на Red Light за нарушение условий контракта, пересчёта, притязаний и доставки и учёта и отсудил 141 000 долларов США за ущерб. Майк Джон присоединился к новой компании Джулса Джордана Jules Jordan Video, а Винс Войер ушёл, чтобы организовать Vouyer Media, дистрибьютором которой стали Wicked Pictures.
В январе 2006 года Джарруссо создал новую производственную компанию Combat Zone. В ноябре 2006 года Elegant Angel объявила, что будет распространять свои видео в Европе исключительно через Red Light District, однако в апреле 2007 года Elegant Angel запустила собственное европейское подразделение Elegant Angel Europe.
В 2007 году RL продала дочерние компании Platinum X Pictures, Amateur District и The Candy Shop. Также был урегулирован иск из-за секс-видео, снятом в гастрольном автобусе Кид Рока. В мае 2007 года студия прекратила работу над собственной дистрибуцией, подписав эксклюзивное соглашение с Pulse Distribution.
В настоящее время RLD выпускает два новых видео в неделю. Контент распространяется на DVD, в качестве видео по запросу и через спутниковое телевидение. Фильмы Red Light также можно загружать на iPod и мобильные телефоны.

## Режиссёры
Среди режиссёров Red Light — Марк Вуд, Майкл Стефано и Мистер Пит.

## Награды (выборочно)
- 2003 AVN Award — Лучший оральный полнометражный фильм за Throat Gagger[20]
- 2004 AVN Award — 'Best Pro-Am or Amateur Release' за Breakin' Em in 5 [20]
- 2004 AVN Award — 'Best Pro-Am Release' за Breakin' Em in 5 [20]
- 2005 AVN Award — 'Top Renting Release of the Year' за 1 Night in Paris [20]
- 2005 AVN Award — 'Top Selling Release of the Year' за 1 Night in Paris [20]
- 2006 AVN Award — 'Лучшая анальная сцена (видео)' — Мануэль Феррара и Katsumi в Cumshitters [20]
- 2006 AVN Award — 'Best P.O.V. Release' за Manuel Ferrara's POV [20]
- 2006 AVN Award — 'Лучший специальный сериал' за Cum Drippers [20]
- 2006 AVN Award — 'Самый продаваемый релиз года' за 1 Night in China [20]
- 2008 AVN Award — 'Лучший MILF-сериал' за Momma Knows Best [21]
- 2008 F.A.M.E. Award — 'Лучшее секс-видео знаменитости' за 1 Night in Paris [22]
- 2009 AVN Award — 'Лучший межрасовый сериал — латинос' за Young Tight Latinas [23]
- 2010 XBIZ Award — 'Транссексуальный фильм года' за My Girlfriend's Cock 5 [24]